# X10 (通訊協定)

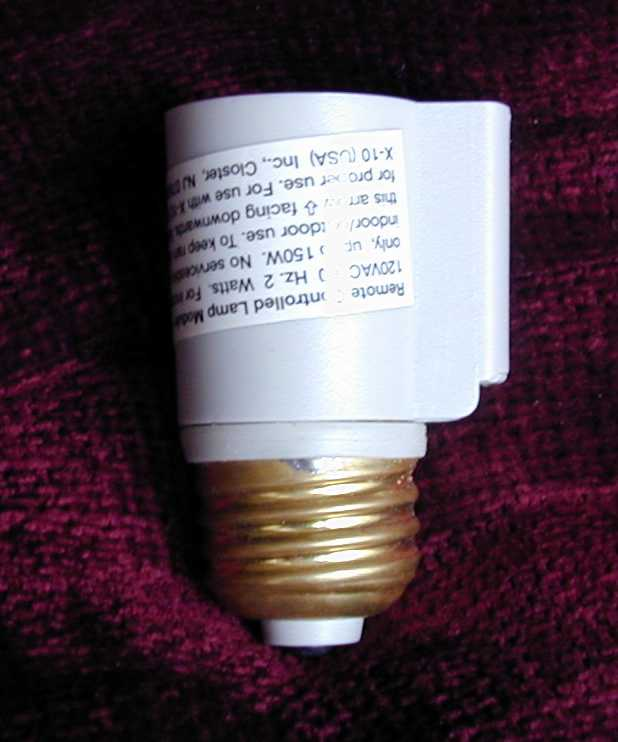
支持X10协议的灯泡座

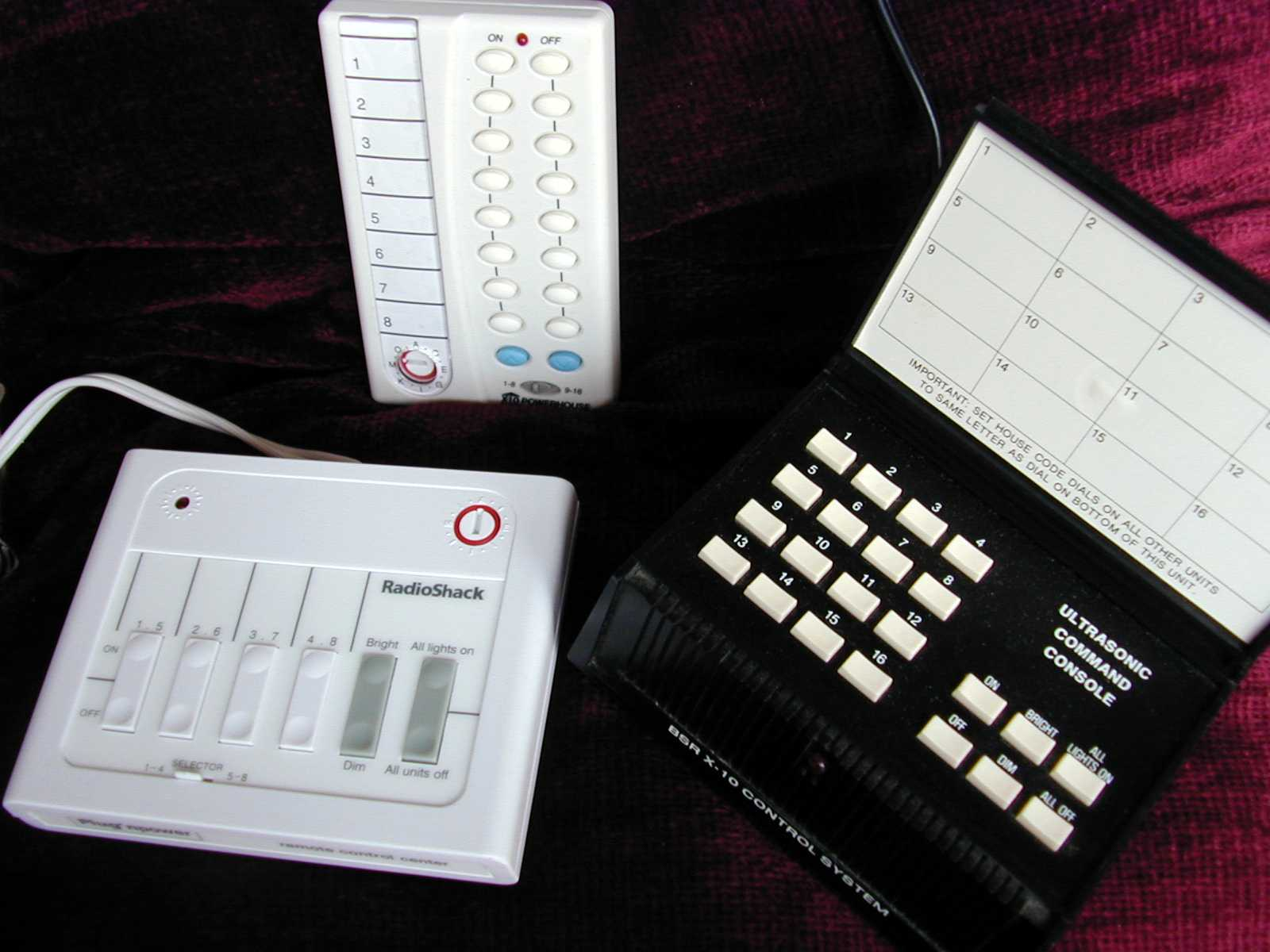
左下方为连接电源线的控制器，中间为无线电遥控器，右下方为超声遥控器

X10是一种使用电源线来传递信号的智慧家庭通信协议。然而，这种通信方式的比特率极为有限，仅为0.05kbps。这种协议也提供了通过无线电控制电器的方法。
由于只能在电源电压接近零的时候（交流电波形的零交越點处）接收这种信号，而家用交流电的频率为50-60Hz，因此这种通信协议使用120Hz的载波调制信号。由于载波无法通过变压器，因此在多相系统中需要使用中继器或者耦合电容来传递这种信号。